# Sotuta de Peón
Sotuta de Peón es una localidad ubicada en el municipio de Tecoh del estado mexicano de Yucatán. Tiene una altitud promedio de 12 m s. n. m. y se localiza al sur de la ciudad capital del estado, la ciudad de Mérida.
Edificios: Casa maya, La Casona, Casa de máquinas, cultivos henequeneros, la Iglesia.

## Hechos históricos
- En 1970 cambia su nombre de Sotuta a Sotuta de Peón.

## Importancia histórica
Tuvo su esplendor durante la época del auge henequenero y emitió fichas de hacienda las cuales por su diseño son de interés para los numismáticos.
Dichas fichas acreditan la hacienda como propiedad de A.L Peón.

## Demografía
Según el censo de 2005 realizado por el INEGI, la población de la localidad era de 158 habitantes, de los cuales 84 eran hombres y 74 eran mujeres.
| 91                          | 185 | 186 | 169 | 147 | 168 | 244 | 244 | 271 | 280 | 284 | 275 | 286 |
| (Fuente: INEGI [Consultar]) |     |     |     |     |     |     |     |     |     |     |     |     |

## Galería

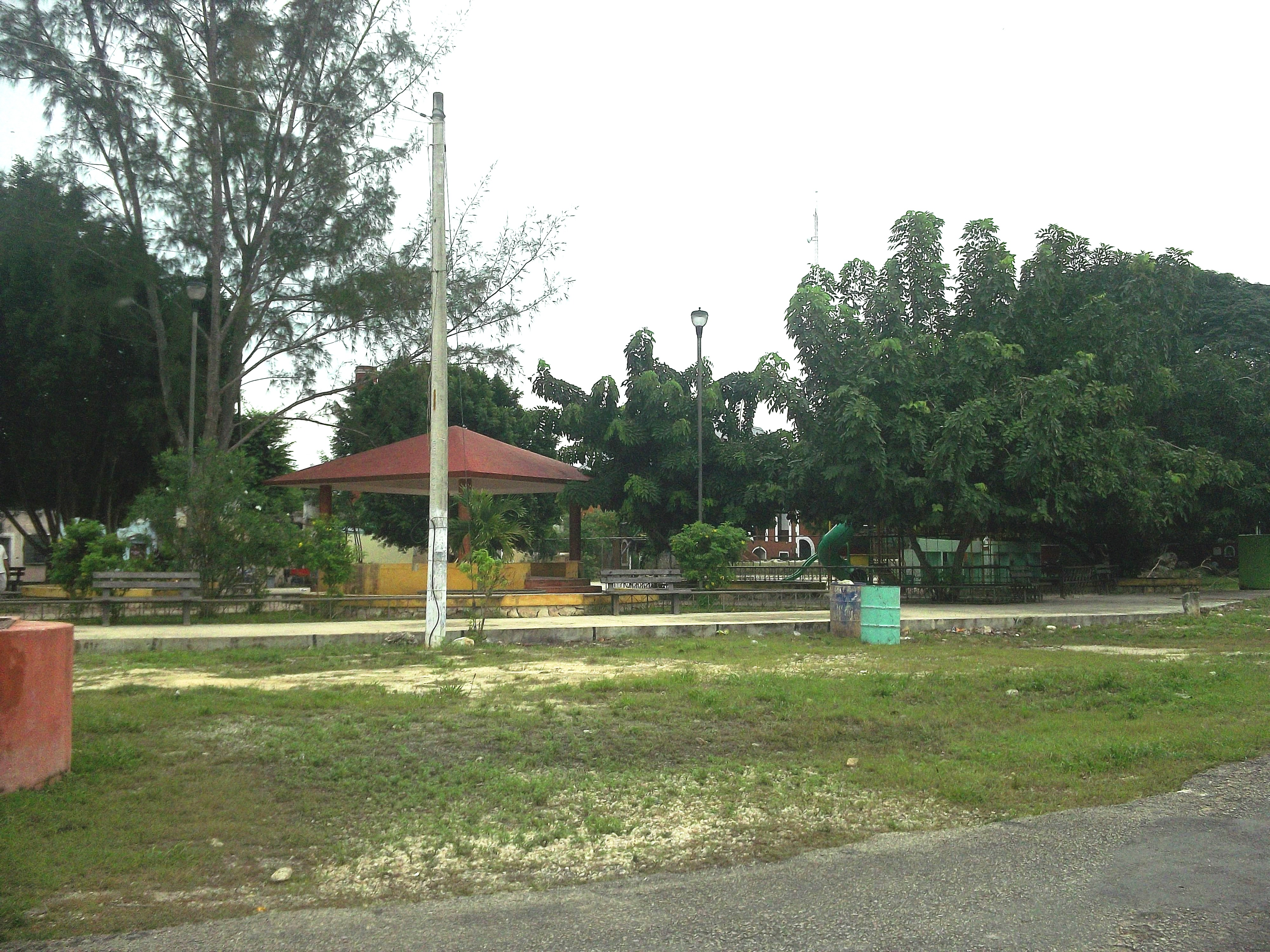
Parque principal.
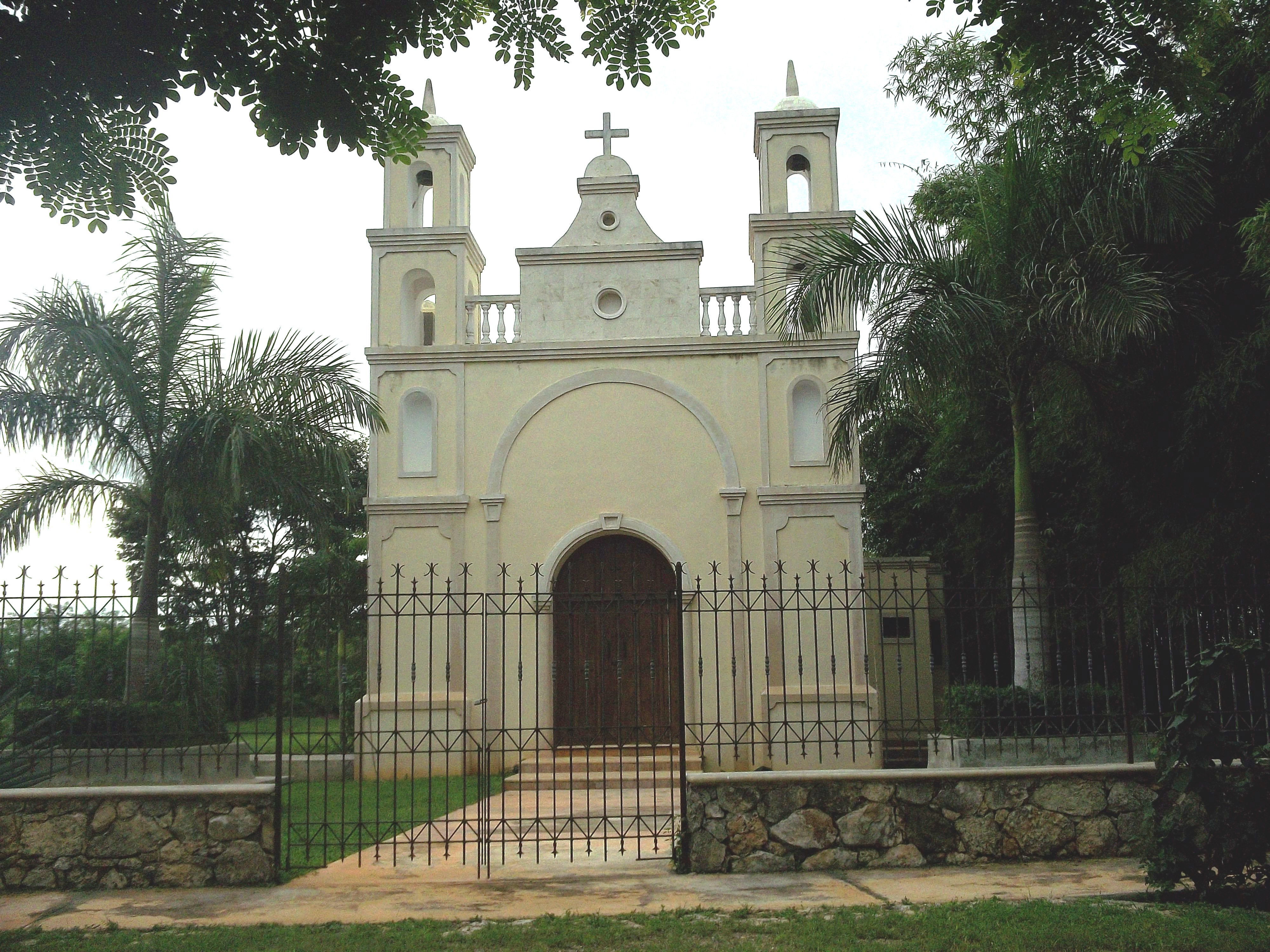
Iglesia.
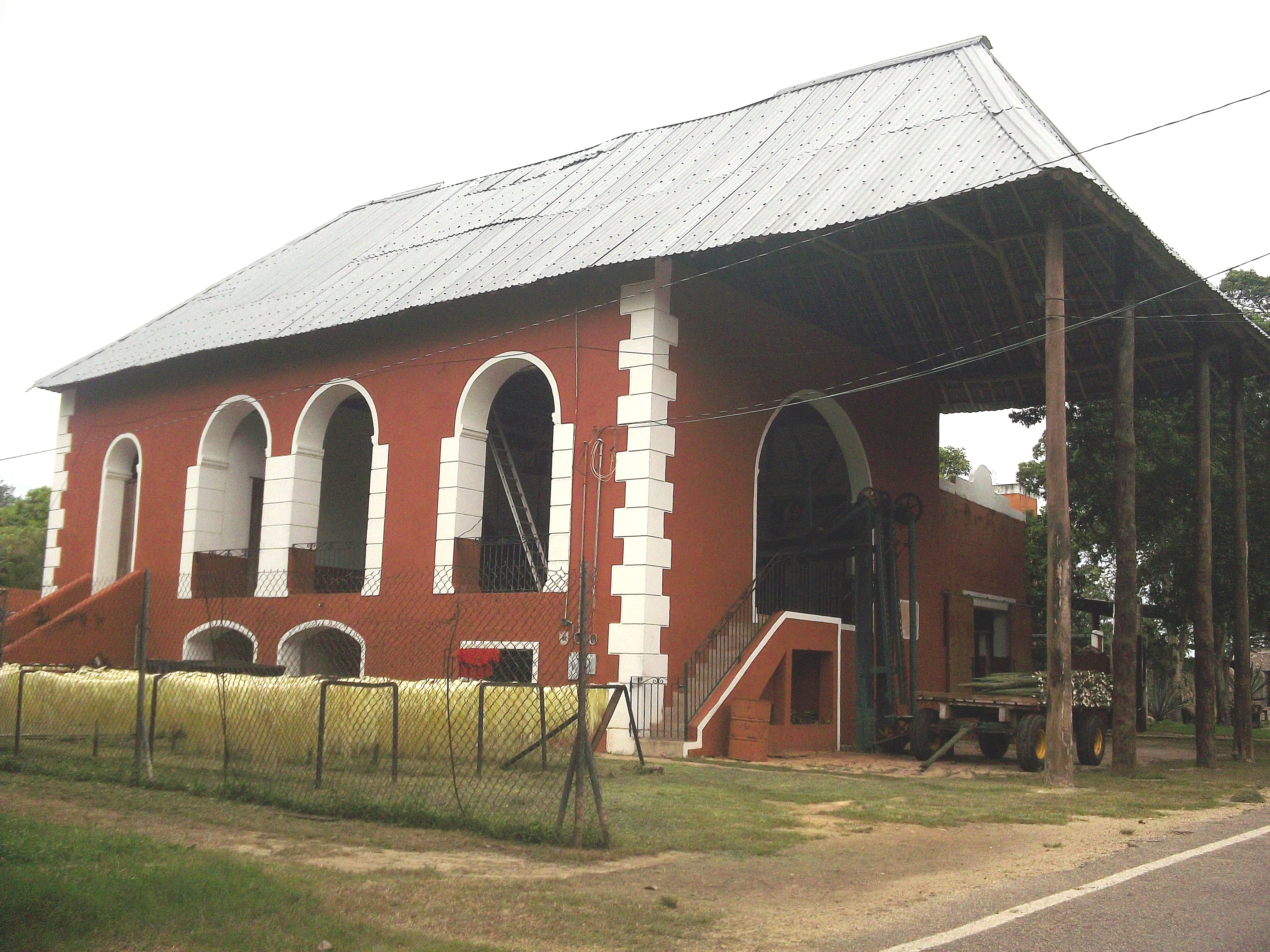
Hacienda.
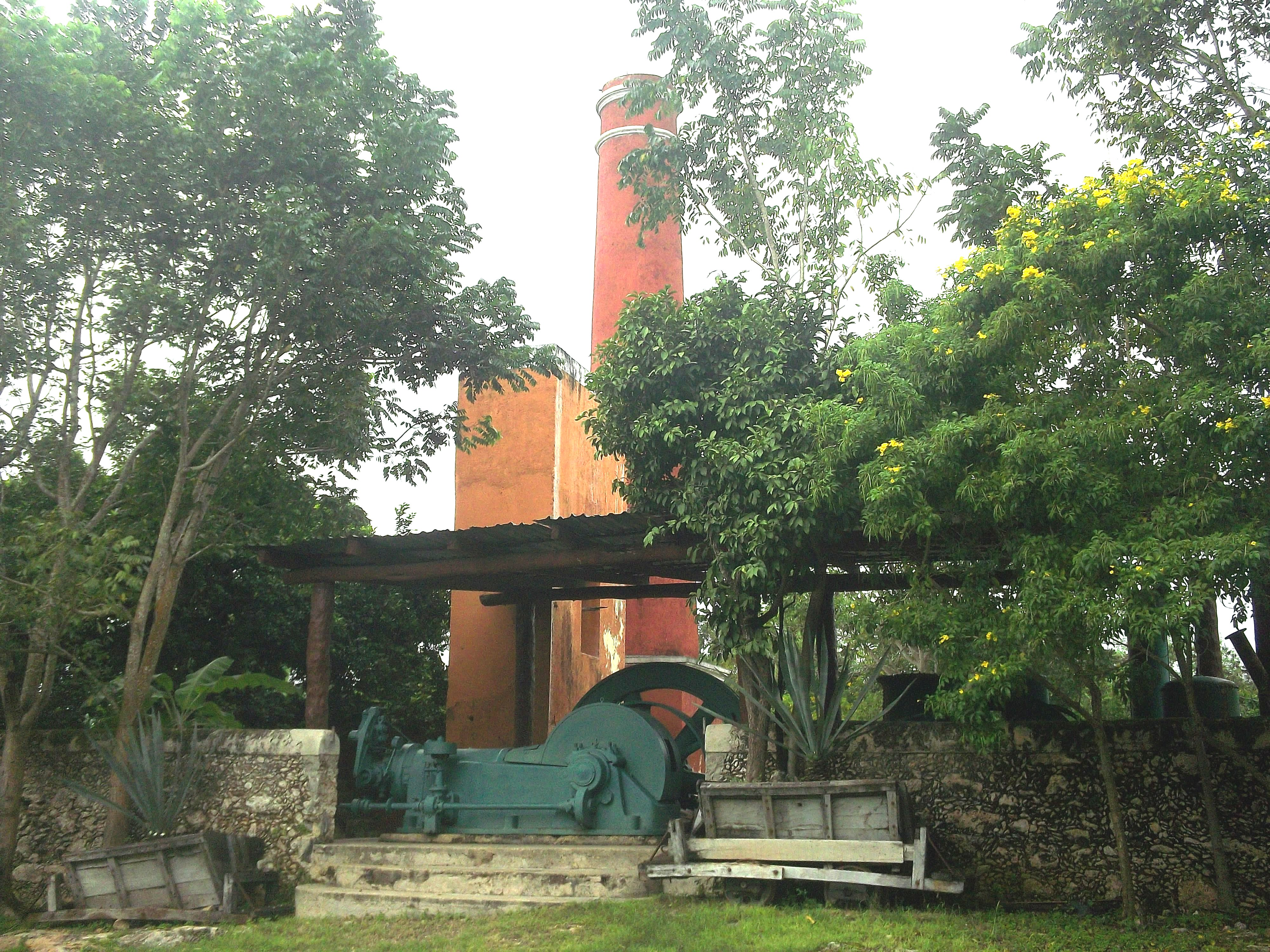
Hacienda.
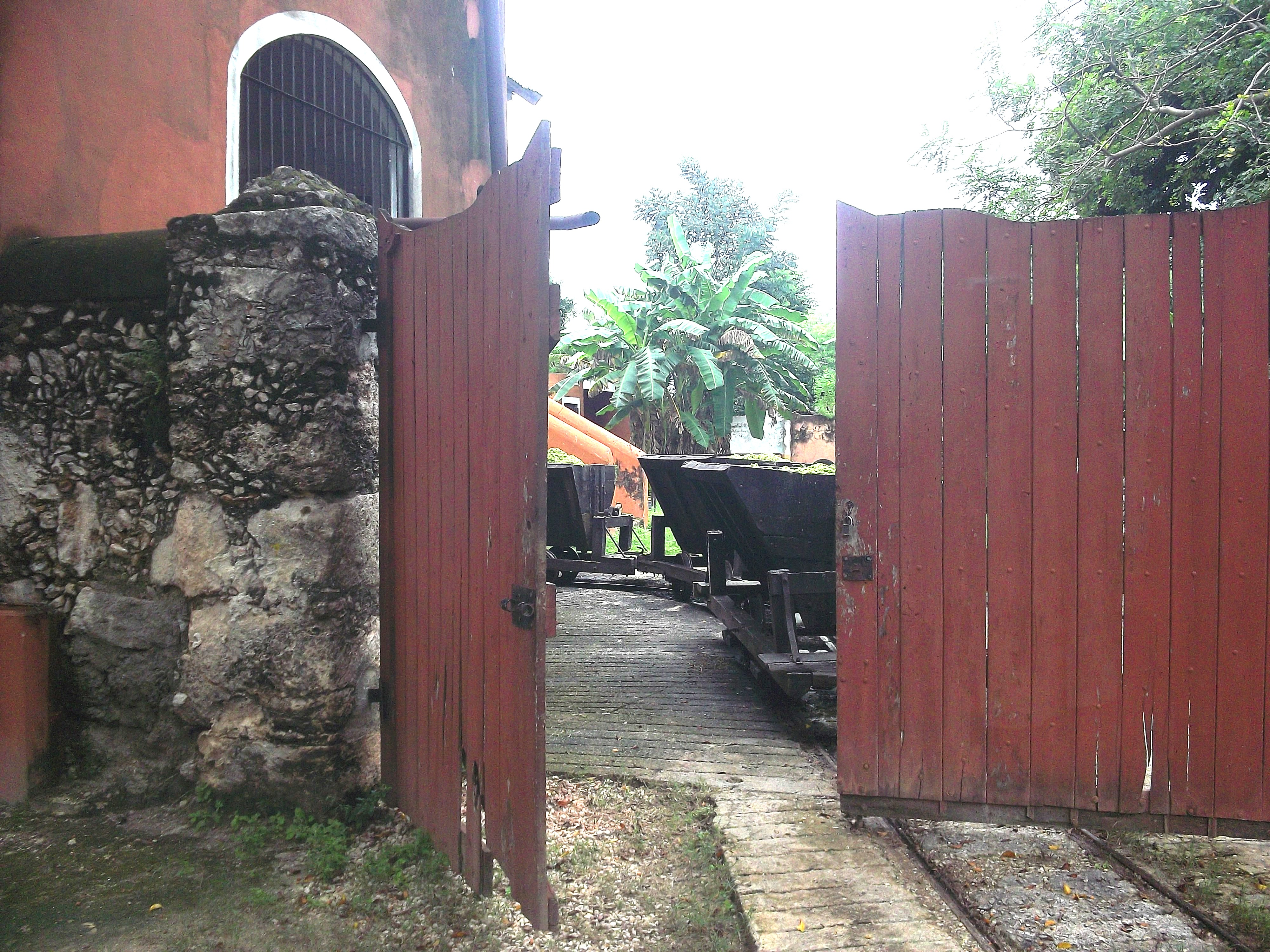
Hacienda.
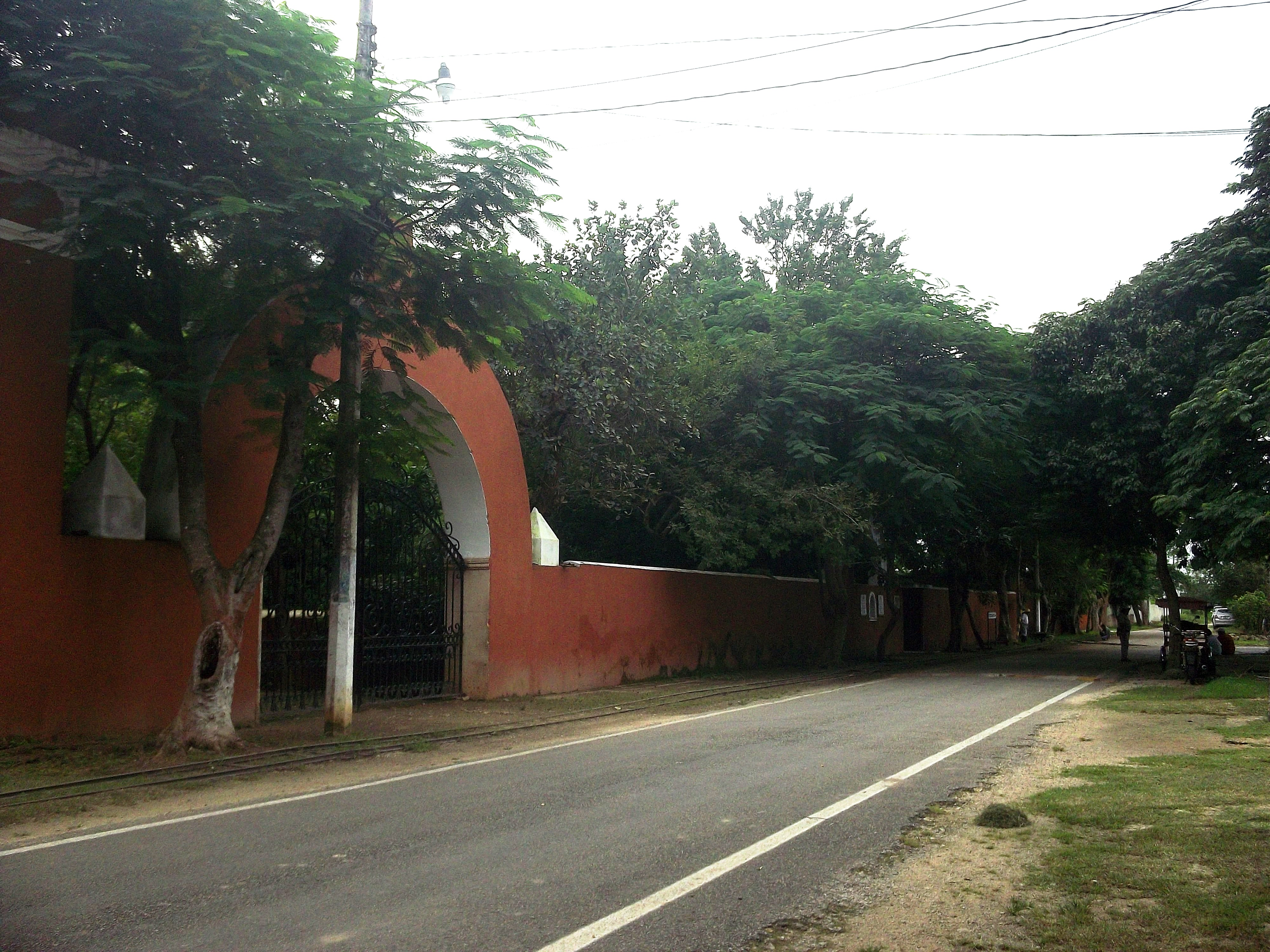
Hacienda.
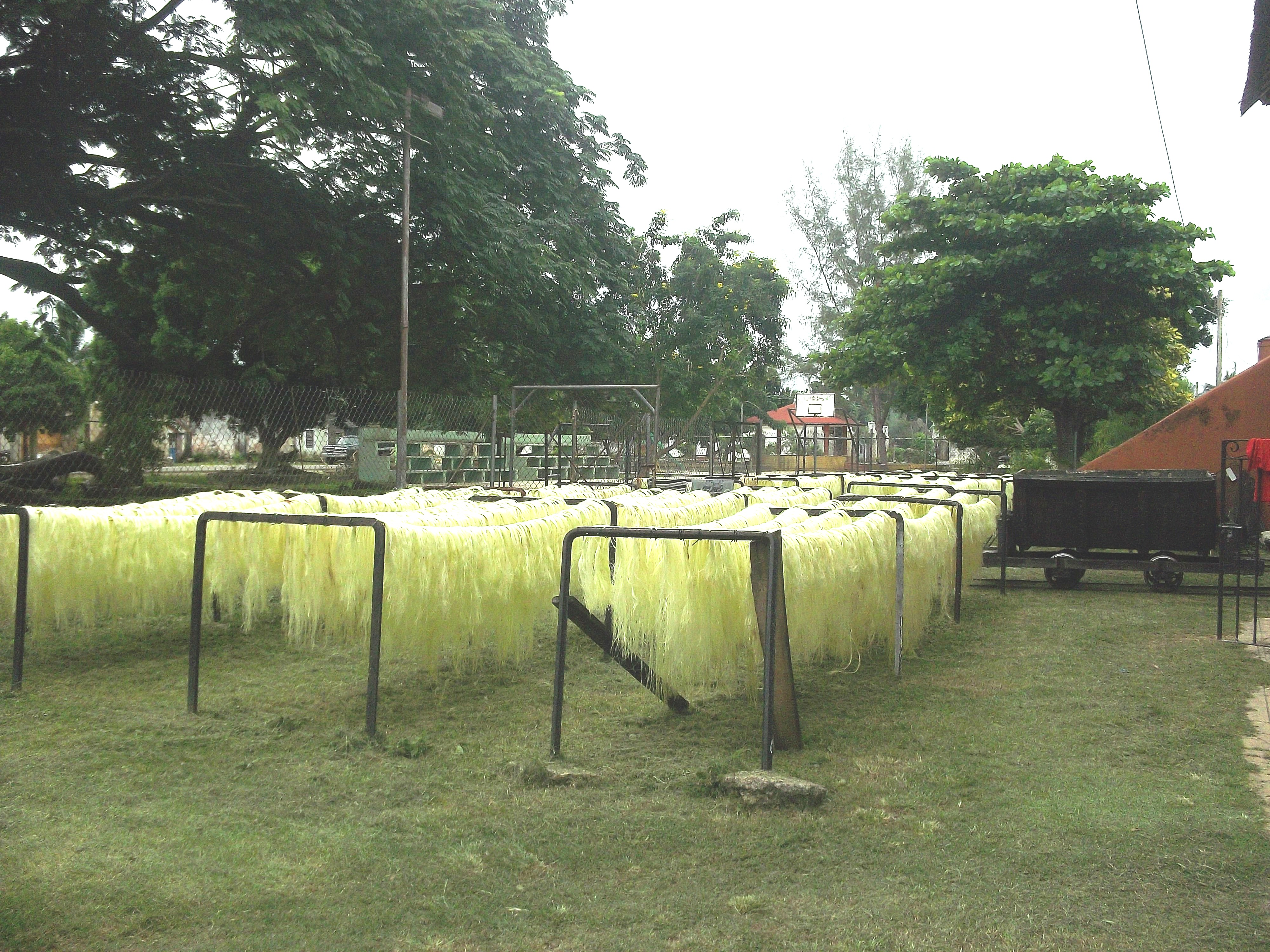
Hacienda.
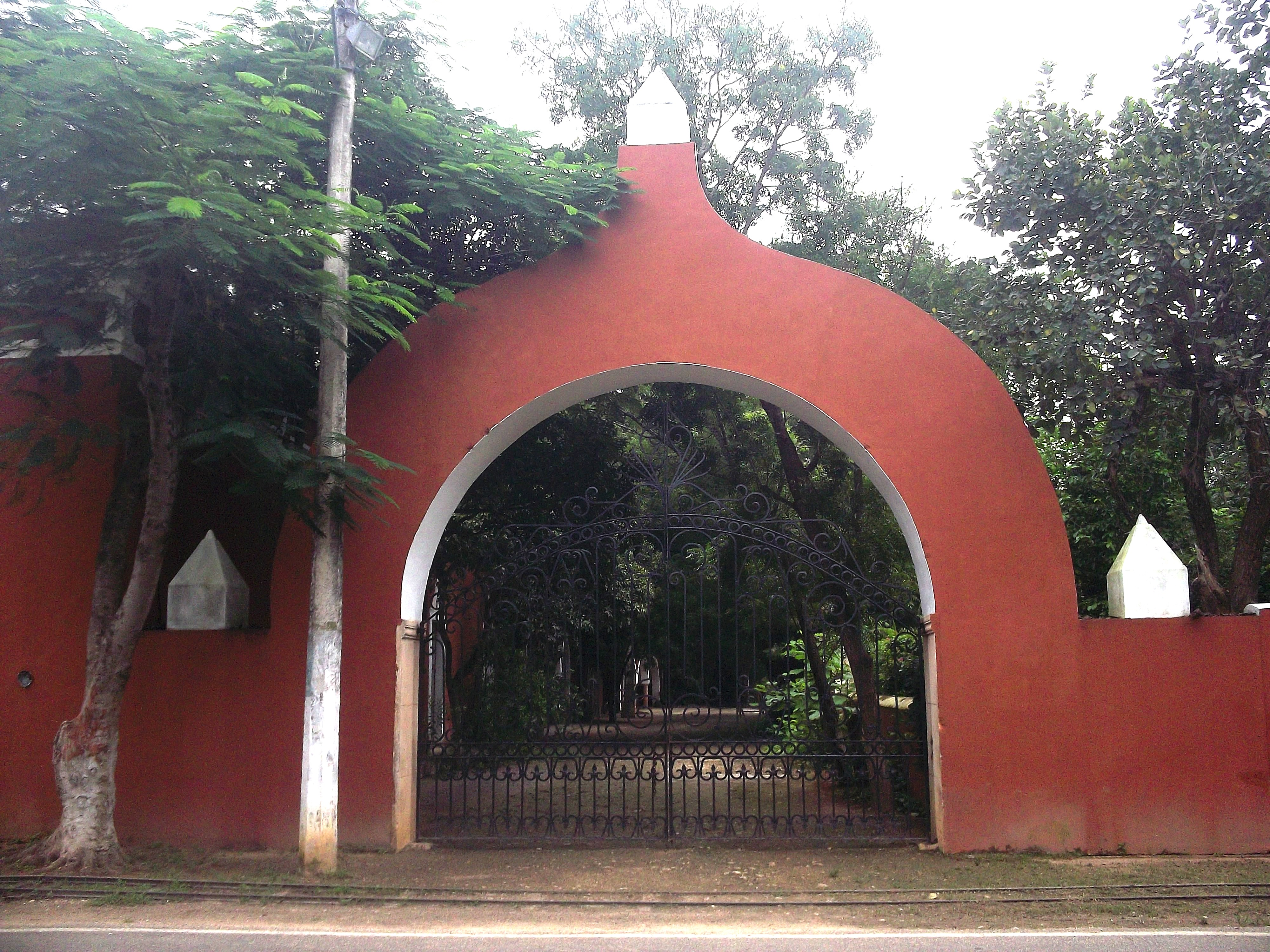
Hacienda.
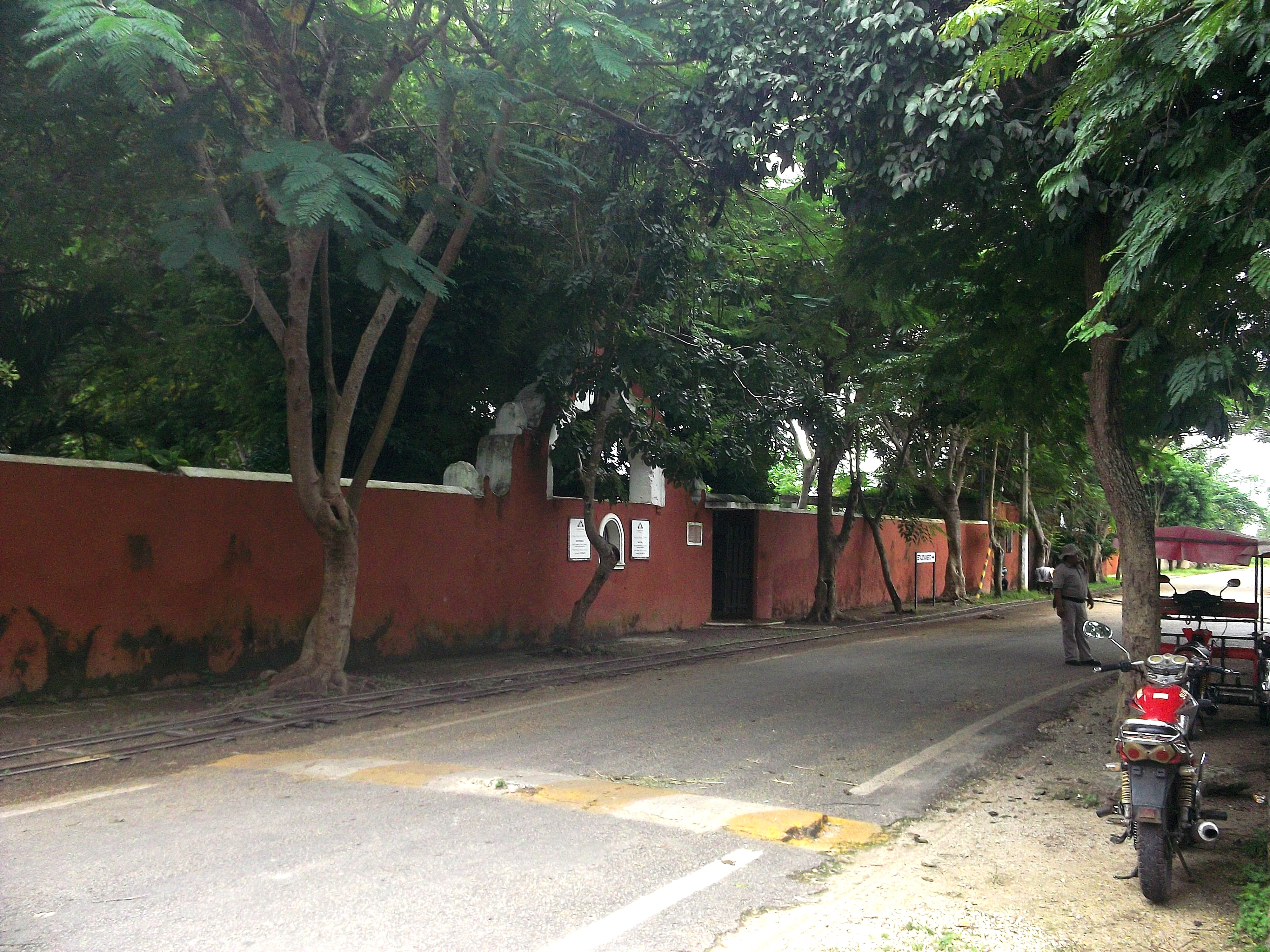
Hacienda.
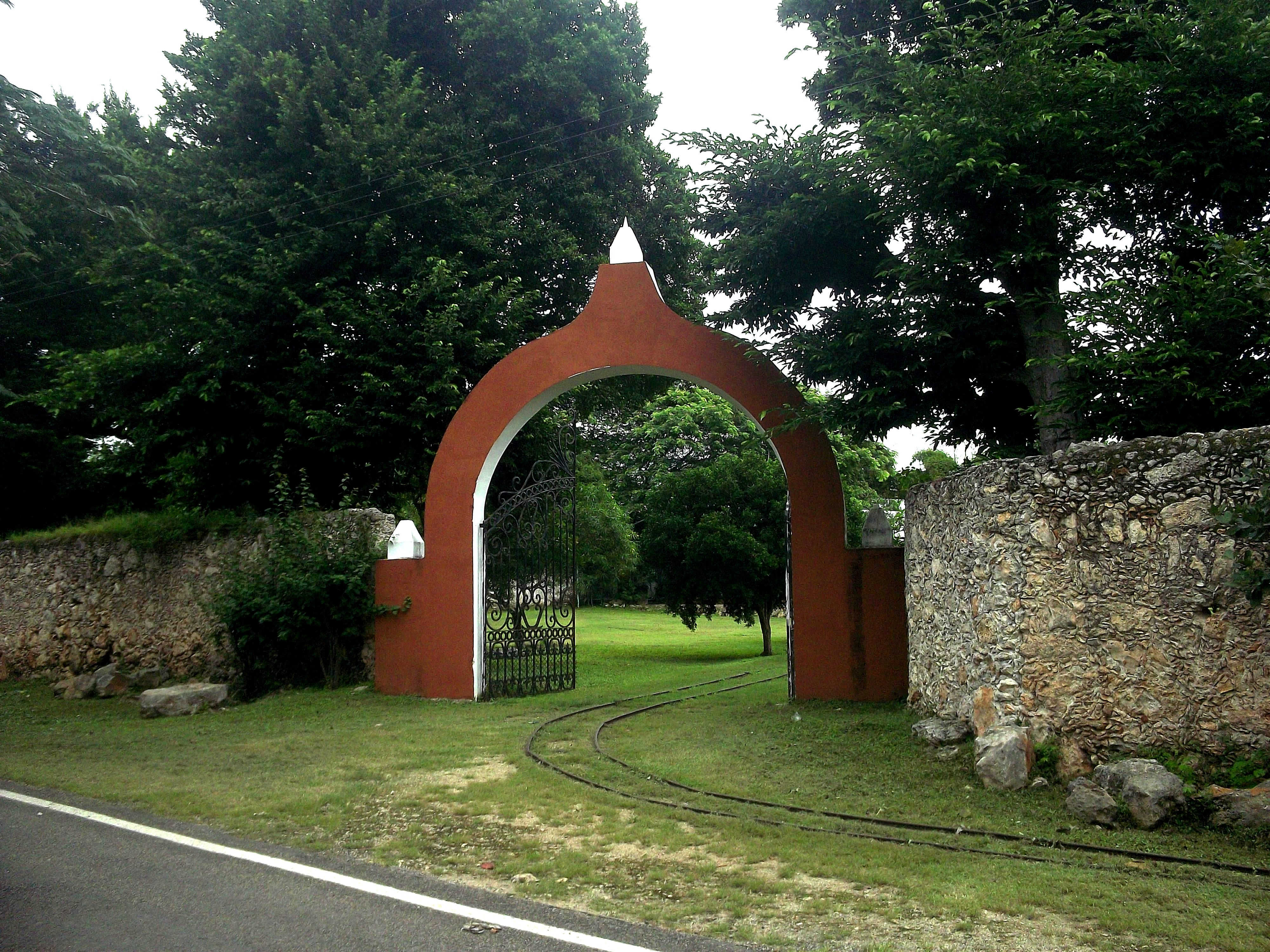
Hacienda.
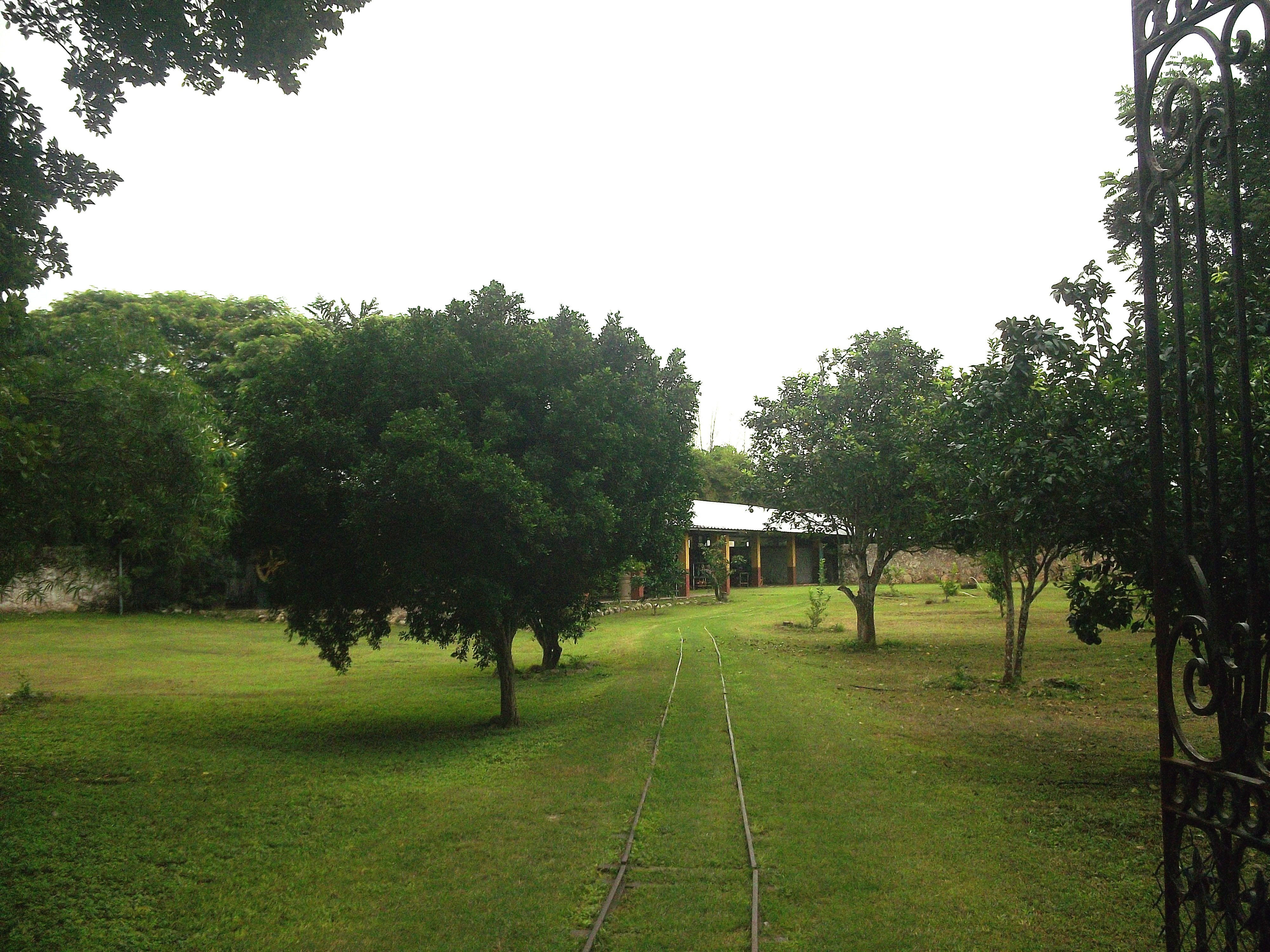
Hacienda.
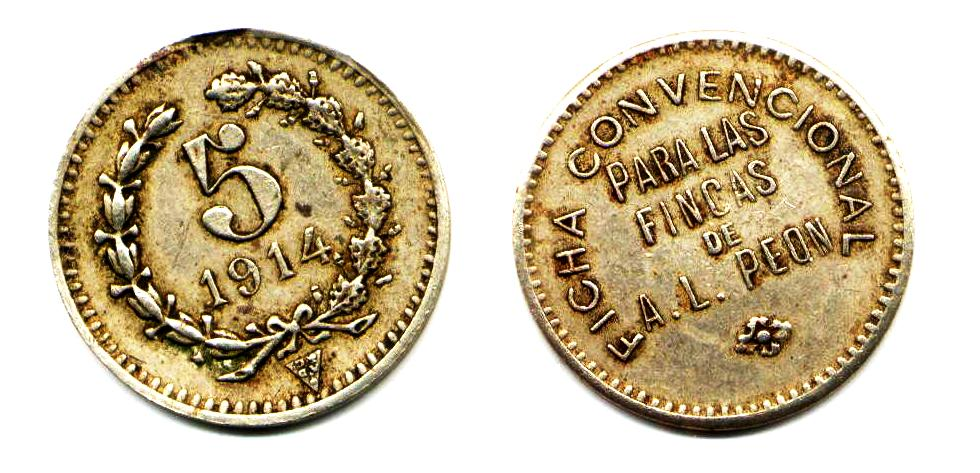
Ficha de pago por $ 0.05.
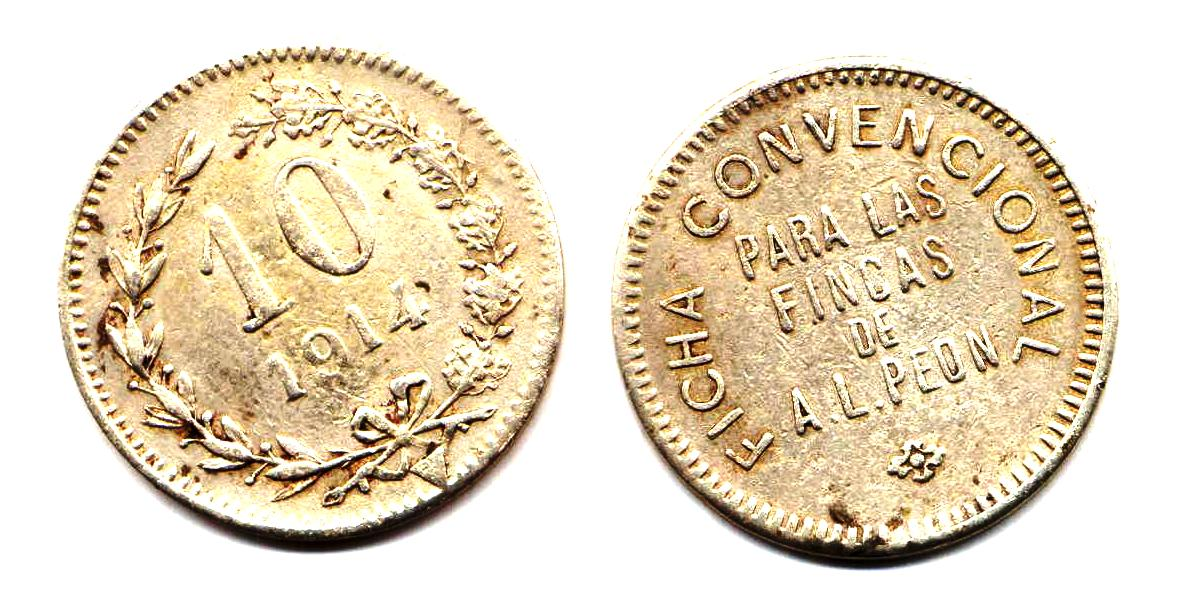
Ficha de pago por $ 0.10.
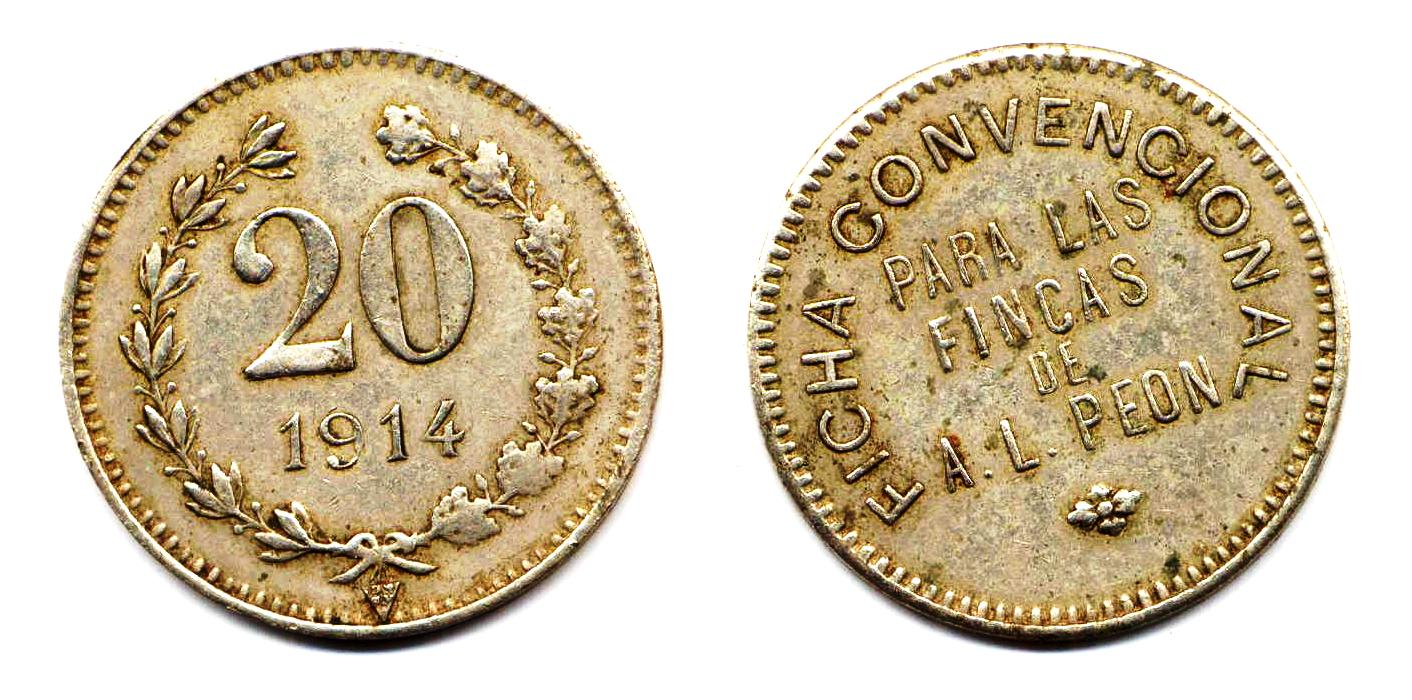
Ficha de pago por $ 0.20.
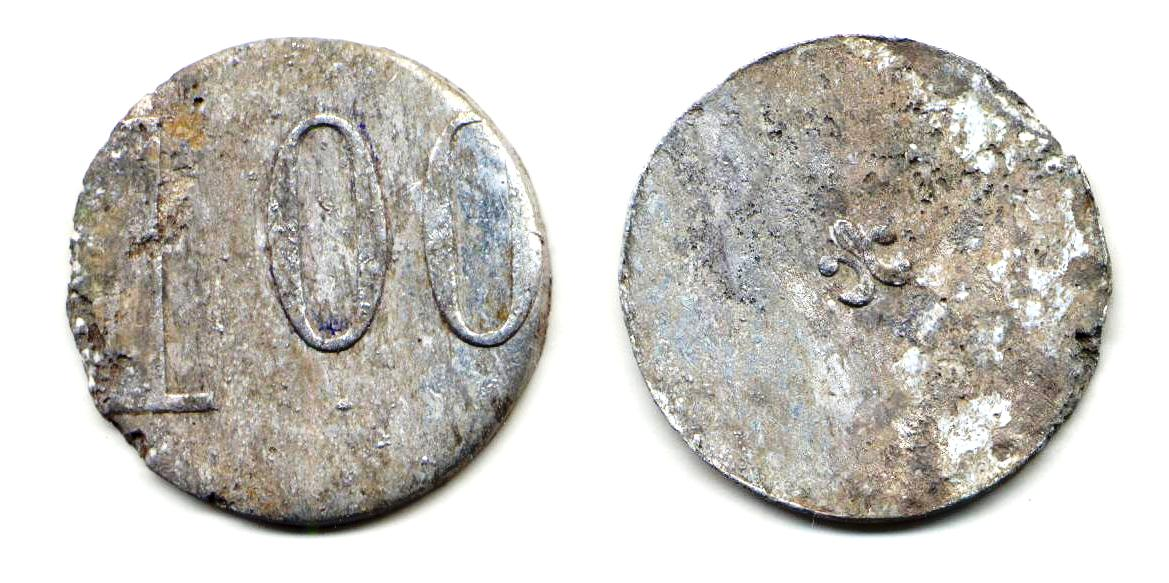
Ficha de pago por $ 1.00.